# حصار شيتور (1567–1568)
كان حصار تشيتور (20 أكتوبر 1567 - 23 فبراير 1568)  جزءًا من حملة سلطنة مغول الهند ضد مملكة ميوار في 1567. حيث حاصرت القوات بقيادة أكبر 8000 راجبوت وحوالي 40.000 فلاح تحت القيادة من جيمال راتور في حصن شيتور. 

## القلعة
يُعتقد أن تاريخ قلعة شيتور المهيبة يعود إلى القرن السابع الميلادي. حيث كانت تُعرف باسم تشيتراكوتا دورغا، وقد قيل إنه تم تشييدها على يد تشيترانجادا من أسرة موري، ثم انتقل إلى أيدي براتيهاراس في القرن التاسع. شمل الملاك اللاحقين لمقعد السلطة هذا باراماراس (القرن 10 - 11 الميلادي) والسولانكي (القرن 12) قبل سقوطها في أيدي غوهيلوتس أو سيسوديا دي موار. 
يقف الحصن فوق تل 152 متر ويغطي مساحة 700 أكر (2.8 كـم2). يحتوي على عدد من البوابات والبرك بما في ذلك جوموخا كوند، والتي يتم توفيرها بواسطة مصدر دائم للمياه تحت الأرض. كانت شيتور محصنة بشكل كبير، وكان يعتقد أنه لا يمكن التغلب عليه حتى قام بفتحها علاء الدين الخلجي سلطان سلطنة دلهي في عام 1303. وقد تم فتحها مرة أخرى بعد عدة حوالي قرنين بواسطة بهادور شاه من سلطنة غوجارات. 

## خلفية
كان المغول دائمًا حذرين من ممالك ولاية راجاستان. إلى جانب كونها مركز السلطة، أعاقت قبائل راجبوت الوصول إلى كل من غوجارات وموانئها البحرية المزدهرة وكذلك مالوا. للسيطرة على أي من هذه المناطق، يحتاج سلطان مغول الهند أيضًا إلى التوصل إلى تفاهم مع الراجبوت. كان الحكام المحليون مثل رجا بهارمال من آمِر قد خضعوا بالفعل إلى أكبر في عام 1562. لكن ميوار، أقوى وأبرز ولايات راجبوت، لم تفعل ذلك. في حين أن أوداي سينج، رانا (حاكم) ميوار، كان منفتحًا لقبول سيادة مغول الهند ودفع الجزية، إلا أنه لم يكن مستعدًا لخفض رأسه طاعةً لأكبر لأنه - وفقًا لأبو الفضل- «لم ينحني أسلافه و قبَّلوا الأرض». وعلاوة على ذلك، كان حاكم ميوار أغاظ أيضا أكبر عندما منح لأول مرة اللجوء لباز بهادر سلطان مالوا وفي وقت لاحق، إلى ميرزا سامبال. 
بعد التعامل مع تمردات الميرزا والنبلاء الأوزبك في عام 1567، وجه أكبر انتباهه إلى ولاية راجاستان ومملكتها ميوار المرموقة. 
قبل الحصار، قام مغول الهند بقيادة آصف خان ووزير خان بمهاجمة ماندالغاره وغزوهم، حيث هزم روات بالفي سولانكي.
في 20 أكتوبر 1567، أقام بالقرب من قلعة تشيتور. كان ماهارانا أوداي سينغ الثاني قد انسحبت بالفعل من قلعة تشيتور وتوجه إلى غوغوندا، تاركاً وراءه 8000 جندي و 1000 من الفرسان تحت قيادة جيمال وباتا. بعد وصوله إلى تشيتور، أرسل جلال الدين أكبر آصف خان إلى رامبور وحسين كولي خان إلى أودايبور وكومبالجاره لنهب أراضي رانا. على الرغم من أن هاتين المنطقتين تمت مداهمتهم، إلا أنه لم يتم العثور على أوداي سينغ الثاني.

## الحصار
رفع جيشان رماحهم

لقد شكلوا الكمائن، وتشكلوا في صفوف

كانوا جميعا كقبضة حديدية، ومطلي بالفولاذ،

كانوا جميعا مشهورين وكانوا يرتدون الحديد

لوح الأبطال بالسيوف الحمراء بالدم
 في البداية، حاول مغول الهند مهاجمة القلعة بشكل مباشر ولكن القلعة كانت قوية جدًا لدرجة أن الخيارات الوحيدة المتاحة للمغول كانت إما تجويع شاغلي الحصن أو الوصول بطريقة ما إلى الجدران والضعضعة تحتها.  بعد فشل المحاولات العدوانية الأولية للوصول إلى الجدار، أمر أكبر بتكملة مكونة من 5000 من خبراء البناء والحجارين والنجارين لبناء سبات (خنادق مقتربة) والألغام للوصول إلى الجدران.  اثنان الألغام شيدت وسباط واحدة بعد خسائر كبيرة في حين أن ثلاثة مدفعيات قصفت الحصن. كما تم إلقاء مدفع الحصار الكبير لكسر الجدران بمجرد وصول السبات إلى الهدف. حامية الحصن التي كانت تراقب هذه الاستعدادات عرضت الاستسلام، وأرسلت ساندا سيلادار وصاحب خان للتفاوض. وافقوا على دفع جزية ويكونوا تابعين لبلاط أكبر لكن رفض السلطان أكبر العرض، حيث أراد أن يستسلم أوداي سينغ نفسه.  
بعد مرور خمسة وخمسين يومًا على بدء الحصار، وصل أخيرًا خبراء المتفجرات إلى جدران تشيتورجاره. تم تفجير اللغمين وخرقت الجدران بتكلفة 200 جندي من القوة المهاجمة لأكبر. لكن المدافعين سرعان ما أغلقوا الخرق. ثم قام أكبر بثبات بإحضار مدفع الحصار الخاص به بالقرب من الجدران تحت غطاء السبات. أخيرًا، في ليلة 22 فبراير 1568، تمكن مغول الهند من اختراق الجدران في عدة مواقع في وقت واحد لبدء هجوم منسق. في المعركة التي تلت ذلك، تمكن أكبر من قتل قائد راجبوت، جيمال، برصاصة من مسكيت. موته حطم معنويات المدافعين الذين اعتبروا اليوم ضائعاً. 
 

تم تنفيذ الجوهار (التضحية بالنفس) في منازل باتا سيسوديا وأيسر داس وصاحب خان بعد وفاة جيمال. في 23 فبراير 1568، دخل أكبر شخصياً إلى شيتور مع بضعة آلاف من الجنود وتم فتحها. فر ألف فارس مسكتير من القلعة.

## بعد
بقي أكبر في شيتور لمدة ثلاثة أيام قبل مغادرته متوجهاً إلى ضريح خوجه معين الدين تشيشتي، حيث تعهد بالذهاب إلى الضريح إذا فاز بالحصار. سقط الحصن الكبير الآخر في رنثنبور في العام التالي، ومن خلال التغلب على هذين الرمزين التي لا يمكن التغلب عليها، أظهر أكبر قوة مغول الهند لجميع القوى الأخرى في شمال الهند. ومع ذلك، استمر أوداي سينغ الثاني (رانا ميوار) في البقاء طليقًا حتى وفاته بعد أربع سنوات.  استمر هذا الأمر عن طريق ابنه براتاب سينغ، الذي تمكن من الحفاظ على ميوار الغربية أثناء حرب أكبر على الرغم من هزيمته في معركة هالدي غاتي، من خلال حرب العصابات. في عام 1615 قبل آمار سينغ الأول (ابن براتاب سينغ) سيادة مغول الهند وبعد عام واحد قام جهانكير، كبادرة حسن نية، بإعادته إلى قلعة شيتور بشرط ألا يتم إصلاحه أبدًا، حيث كان يخشى المغول أن يُستغل كمعقل للتمردات في المستقبل.

## معرض

لوحات تصور الحصار
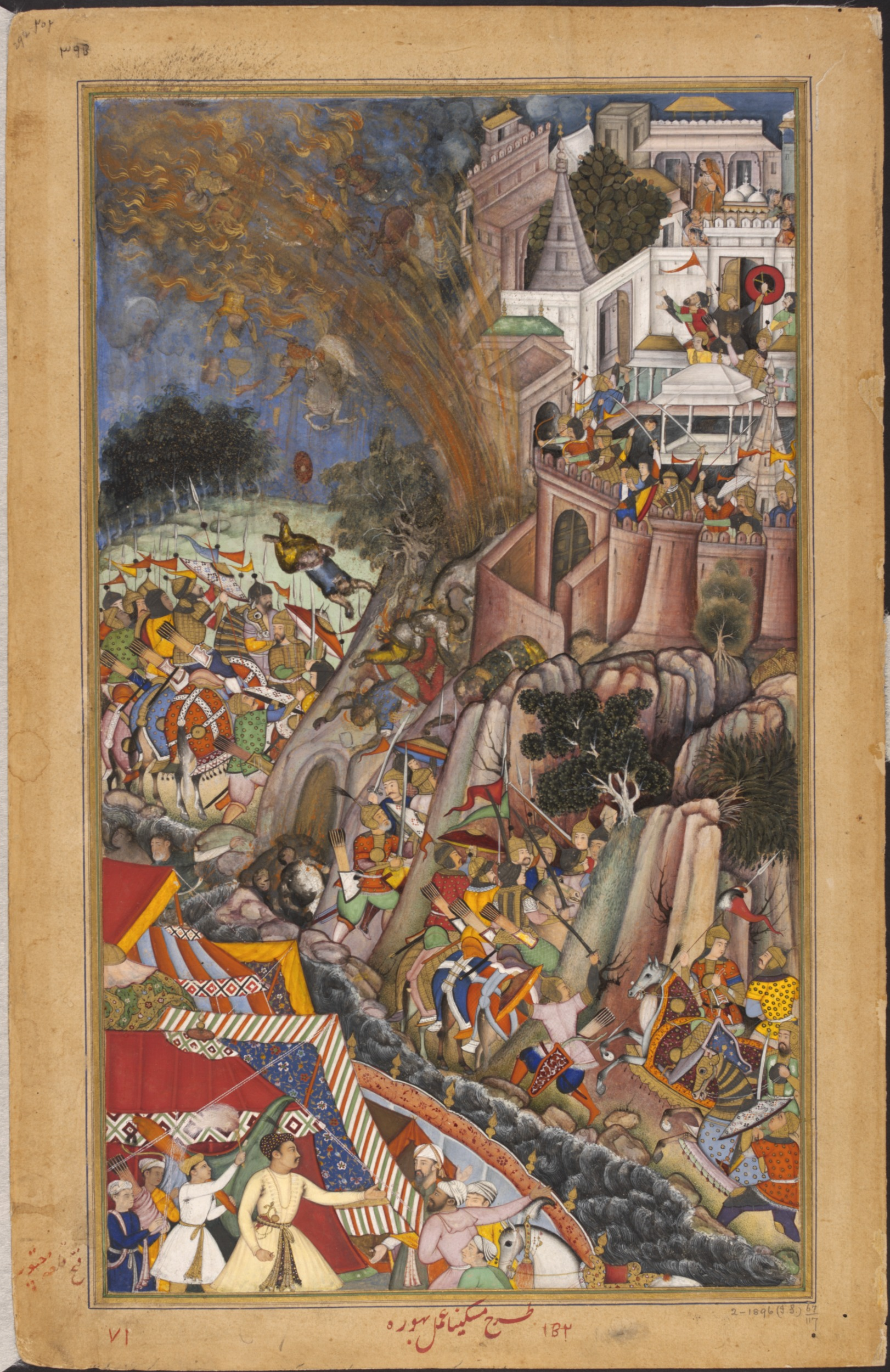
تُظهر اللوحة اليسرى من اللوحة التي رسمها ميسكينا (وبورا) لغمًا ينفجر جزءًا من جدار تشيتورجار المحصن ويقتل القوات الصديقة عن طريق الخطأ.
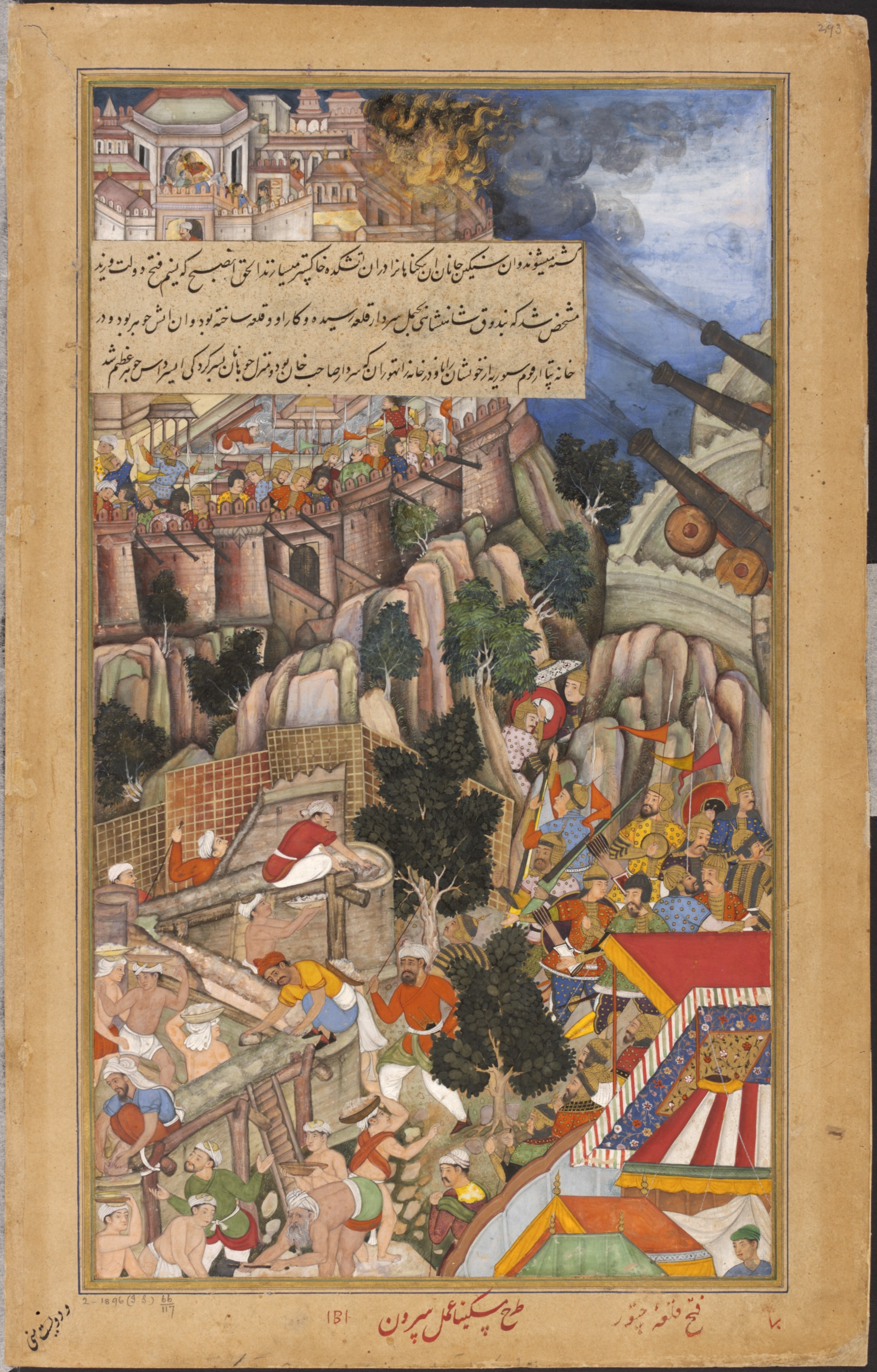
اللوحة اليمنى من نفس التكوين من قبل Miskina (و Sarwan) من كتاب أكبر ، ق. 1590– ق. 1595   1590   - ج.   1595 .
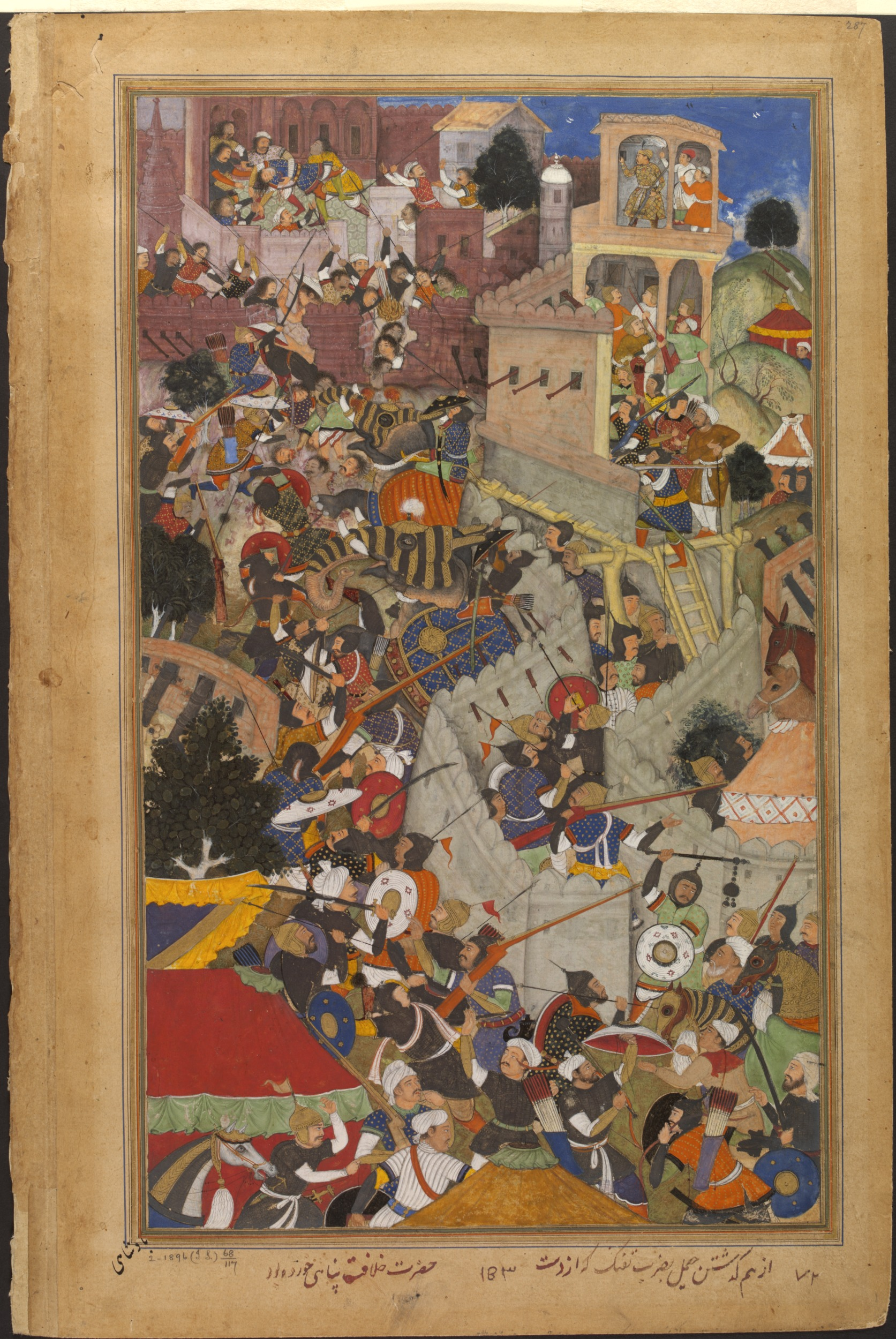
أكبر، يطلق النار على قائد راجبوت، جيمال، وذلك باستخدام بندقية فتيل، Akbarnama، 1590-1595.
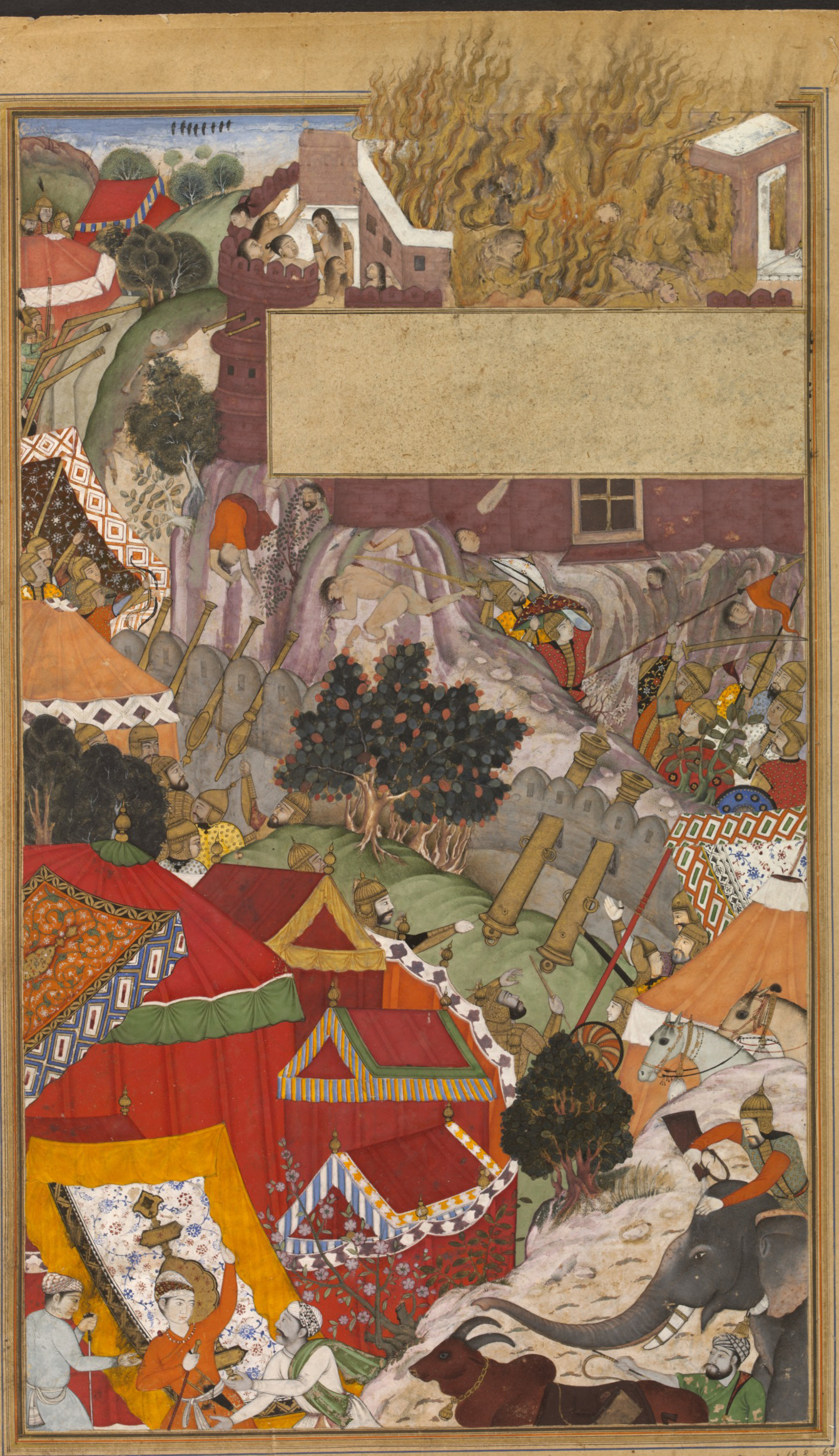
نساء راجبوت يقومون بالجوهار في شيتورجاره، أكبرناما، 1590-1595.

## الهامش
1. ↑  أكبرنامه لأبو الفضل بن مبارك"كانت المدفعية الثالثة تحت مسؤولية خوجة عبد المجيد آصف خان." نسخة محفوظة 14 أغسطس 2017 على موقع واي باك مشين.
2. ↑  أكبرنامه لأبو الفضل بن مبارك" تم إرسال حسين قُلي خان ..... وفقًا للأمر الملكي، وعاد وتم تكريمه بنعمة التقدير." نسخة محفوظة 14 أغسطس 2017 على موقع واي باك مشين.
3. ↑  Maharana Pratap by Dr. Bhawan Singh Rana نسخة محفوظة 27 فبراير 2019 على موقع واي باك مشين.
4. ↑  أكبرنامه لأبو الفضل بن مبارك"لقد بدا أنه أحد القادة ... في النهاية تبين أن باتا هو الذي سُحق حتى الموت." نسخة محفوظة 14 أغسطس 2017 على موقع واي باك مشين.
5. ↑  أكبرنامه لأبو الفضل بن مبارك"رافقه عدة آلاف من الرجال المخلصين سيرا على الأقدام." نسخة محفوظة 14 أغسطس 2017 على موقع واي باك مشين.
6. ↑  Mughal Empire in India: A Systematic Study Including Source Material, Volume 1, pg.199, by S.R. Sharma
7. 1 2  أكبرنامه لأبو الفضل بن مبارك نسخة محفوظة 14 أغسطس 2017 على موقع واي باك مشين.
8. ↑  Richards 1995، صفحة 26.
9. ↑  أكبرنامه لأبو الفضل بن مبارك"قُتل ما يقرب من 30000 رجل." نسخة محفوظة 14 أغسطس 2017 على موقع واي باك مشين.
10. 1 2 3 4 5 6  Chandra 2005.
11. 1 2  ASI.
12. ↑  أكبرنامه لأبو الفضل بن مبارك"آصف خان ووزير خان .. ذهبوا ... بأوامر لمهاجمة قلعة مندل ... ودافع عنها ... روات بالفي سولانجي .... لكنهم تمكنوا من غزوها." نسخة محفوظة 14 أغسطس 2017 على موقع واي باك مشين. [وصلة مكسورة]
13. ↑  أكبرنامه لأبو الفضل بن مبارك"أُرسل آصف خان مع عدد من الضباط إلى رامبير ... أُرسل حسين قُلي خان بقوة كبيرة للقبض على رانا أوداي .... وصل حسين خان خان إلى أودايبر ... وبلدة كومبالمر ... بحث كثيرا جدا عن رانا ... لكن لم يتمكن من الحصول على أي أثر له.." نسخة محفوظة 14 أغسطس 2017 على موقع واي باك مشين.
14. ↑  أبو الفضل بن مبارك. "PHI Persian Literature in Translation". persian.packhum.org (بالإنجليزية). Archived from the original on 2017-08-14.
15. 1 2 3  Richards 1995.
16. ↑  أكبرنامه لأبو الفضل بن مبارك"  لقد لجأوا إلى المداهنة وأرسلوا، أولاً ساندا سيلادار، وثانياً شايب خان، واستخدموا التوسلات ... عرضوا تسجيل أنفسهم (إنضمامهم) بين توابع البلاط السامي، وإرسال جزية سنوية .... لكن لم تقبل الكرامة السيادية هذا الرأي، وجعلت قدوم رانا شرطا للإفراج عن الحصار." نسخة محفوظة 14 أغسطس 2017 على موقع واي باك مشين.
17. ↑  أكبرنامه لأبو الفضل بن مبارك"كان من بين الأشياء العجيبة أن غضب أكبر كان شديدا للغاية من اللفرسان المسكتير الماهرين، ولكن على الرغم من إجراء الكثير من البحث، لم يكن من الممكن العثور على أي أثر لهم ..... عن طريق تمويه خادع نفذوا بحياتهم بسلامة من الحصن. نسخة محفوظة 14 أغسطس 2017 على موقع واي باك مشين.
18. ↑  Chandra 2006.

## روابط خارجية
- أكبرناما -تأيف مؤرخ عصر مغول الهند أبو الفضل بن مبارك